# 何中伟
何中伟（1970年10月—），中華人民共和國政治人物，籍貫河北省赵县。1993年8月参加工作，中共党员，研究生学历，经济学博士。现任中共舟山市委书记。

## 生平
1993年8月至2002年2月，在钢铁研究总院工作；2002年2月至2008年6月在中国工程院办公厅工作。
2008年6月，挂职担任绍兴市副市长，此後開始在浙江任職。2011年3月，任浙江省发展和改革委员会副主任；2017年4月，兼任浙江省发展规划研究院院长，2018年2月，任舟山市市长，2021年11月，任中共舟山市委书记。